# Flughafen Rassakow

i8
i11
i13
Der Flughafen Rassakow (kirgisisch Исхак Раззаков Исфана аэропорту, ICAO-Code: UAFI, RU-LID: ИФА) ist der Flughafen der Stadt Rassakow im Rajon Leilek in Kirgisistan.
Der Flughafen besitzt ein maximales Landegewicht von 22 Tonnen und wird nur bei Tageslicht betrieben.  Er besitzt weder Grenzkontrollen für internationale Flüge noch ein Instrumentenlandesystem. Das einzige angeflogene Flugziel ist der Flughafen Manas.

## Geschichte
Der Flughafen wurde in den 1940er Jahren als Landepiste für die damals noch Isfana heißende Stadt angelegt. 1974 wurde die heutige Landebahn errichtet. In den frühen 1990er Jahren wurde der Flughafen wegen technischer Probleme geschlossen. Erst 2007, nachdem die Landebahn und das Terminal repariert waren, nahm der Flughafen den Betrieb wieder auf. Im November 2019 wurde der Flughafen für Renovierungsarbeiten geschlossen. Im Juni 2020 waren die Arbeiten abgeschlossen und der Flughafen wiedereröffnet.